# Mikio Aoki

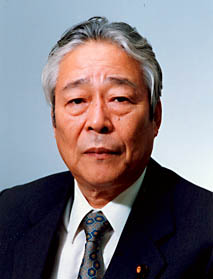
Mikio Aoki, 2000

Mikio Aoki (jap. 青木 幹雄, Aoki Mikio; * 8. Juni 1934 in Taisha, Landkreis Hikawa (heute: Izumo), Präfektur Shimane; † 11. Juni 2023) war ein  japanischer Politiker der Liberaldemokratischen Partei (LDP), Abgeordneter im Sangiin, dem Oberhaus, und Minister. Innerparteilich gehörte er der Tsushima-Faktion an.
Aoki, der sein Studium an der Waseda-Universität abbrach, wurde 1958 Sekretär des Shūgiin-Abgeordneten Noboru Takeshita – ebenfalls aus Shimane. Nach kurzer Tätigkeit als Direktor in der Fischereigenossenschaft Taisha wurde er 1967 für die erste von fünf Legislaturperioden ins Präfekturparlament Shimane gewählt. Von 1983 bis 1984 war er Vizepräsident des Parlaments von Shimane.
Bei der Sangiin-Wahl 1986 trat Aoki als Kandidat der LDP in Shimane an und löste damit Hisaoki Kamei ab, der bei der gleichzeitig stattfindenden Shūgiin-Wahl einen Wechsel ins Unterhaus versuchte, aber knapp verfehlte. Aoki gewann den Einzelwahlkreis Shimane deutlich. In der LDP-Fraktion beteiligte er sich an der Gründung der Takeshita-Faktion, die sich 1987 von der Tanaka-Faktion löste. Sein Abgeordnetenmandat konnte er 1992, 1998 und 2004 verteidigen.
1991 war Aoki parlamentarischer Staatssekretär (seimujikan) im Finanzministerium, 1994 übernahm er den Vorsitz im Sangiin-Ausschuss für Landwirtschaft, Forsten und Fischerei. Nach der Wahl 1998 übernahm er den Posten des Generalsekretärs der LDP-Sangiin-Fraktion. 1999 wurde er ins Kabinett Obuchi berufen, wo er Hiromu Nonaka als Chefkabinettssekretär und Minister für die Entwicklung Okinawas ablöste. Nach Obuchis Schlaganfall war er damit für einige Tage geschäftsführender Premierminister. Im nachfolgenden 1. Kabinett Mori blieb er bis Juli 2000 Minister. Von 2004 bis 2007 übernahm Aoki den Fraktionsvorsitz der LDP im Sangiin.
Vor der Sangiin-Wahl 2010 kündigte er angesichts eines leichten Schlaganfalls und eines Krankenhausaufenthalts kurzfristig an, nicht für eine fünfte Amtszeit kandidieren zu wollen. Sein Abgeordnetenmandat gewann sein ältester Sohn Kazuhiko.